# Kashani Ríos
Kashani Isamara Ríos Miller (7 de febrero de 1991) es una atleta panameña de atletismo que se especializa en salto de altura.

## Biografía
Tiene una mejor marca personal de 1.84 metro establecido en 2012, que es el récord nacional panameño y el mejor de cualquier mujer centroamericana. Ha representado a su país en los Juegos Panamericanos de 2015, los Juegos Sudamericanos de 2014 y la Universiadas de Verano de 2011. Fue medallista de bronce en el Campeonato Sudamericano de Atletismo. Asistió a la Universidad de Panamá.

## Competencias Internacionales
| Año                    | Competencia                          | Lugar                          | Posición               | Evento                       | Notas                  |
| Representando a Panamá | Representando a Panamá               | Representando a Panamá         | Representando a Panamá | Representando a Panamá       | Representando a Panamá |
| ---------------------- | ------------------------------------ | ------------------------------ | ---------------------- | ---------------------------- | ---------------------- |
| 2005                   | Campeonato Centroamericano Juvenil   | Managua, Nicaragua             | 1.º                    | Salto de altura              | 1.55 metros            |
| 2005                   | Campeonato Centroamericano Juvenil   | Managua, Nicaragua             | 2.º                    | Relevo 4 × 100 metros        | 52.76                  |
| 2005                   | Campeonato Centroamericano Juvenil   | Managua, Nicaragua             | 3.º                    | Relevo de 1000 metros        | 4:25.58                |
| 2006                   | Campeonato Centroamericano Juvenil   | Ciudad de Guatemala, Guatemala | 1.º                    | Salto de altura              | 1.61 metros            |
| 2006                   | Campeonato Centroamericano Juvenil   | Ciudad de Guatemala, Guatemala | 1.º                    | Relevo 4 × 100 metros        | 51.82                  |
| 2007                   | Campeonato Centroamericano Juvenil   | San Salvador, El Salvador      | 1.º                    | Salto de altura              | 1.62 metros CR         |
| 2007                   | Campeonato Centroamericano Juvenil   | San Salvador, El Salvador      | 3.º                    | 1000 metros relevo combinado | 2:23.72                |
| 2008                   | Campeonato Centroamericano Juvenil   | San Salvador, El Salvador      | 1.º                    | Salto de altura              | 1.67 m CR              |
| 2008                   | Campeonato Sudamericano Sub-18       | Lima, Perú                     | 3.º                    | Salto de altura              | 1.63 metros            |
| 2010                   | Campeonato Centroamericano Juvenil   | Ciudad de Panamá, Panamá       | 1.º                    | Salto de altura              | 1.68 metros            |
| 2010                   | Campeonato Centroamericano Juvenil   | Ciudad de Panamá, Panamá       | 2.º                    | Relevo 4 × 100 metros        | 51.47                  |
| 2010                   | Juegos Centroamericanos              | Ciudad de Panamá, Panamá       | 2.º                    | Salto de altura              | 1.60 metros            |
| 2010                   | Juegos Centroamericanos              | Ciudad de Panamá, Panamá       | 2.º                    | Relevo 4 × 100 metros        | 48.85                  |
| 2010                   | Campeonato Centroamericano           | Ciudad de Guatemala, Guatemala | 1.º                    | Salto de altura              | 1.70 metros            |
| 2010                   | Campeonato Centroamericano           | Ciudad de Guatemala, Guatemala | 2.º                    | Relevo 4 × 100 metros        | 49.46                  |
| 2011                   | Campeonato Centroamericano           | San José, Costa Rica           | 1.º                    | Salto de altura              | 1.73 metros            |
| 2011                   | Campeonato Centroamericano           | San José, Costa Rica           | 3.º                    | Relevo 4 × 100 metros        | 49.36                  |
| 2011                   | Universiadas                         | Shenzhen, China                | 20.º                   | Salto de altura              | 1.70 metros            |
| 2011                   | Universiadas                         | Shenzhen, China                | 8.º (heats)            | 100 metros                   | 13.33                  |
| 2012                   | Campeonato Centroamericano           | Managua, Nicaragua             | 1.º                    | Salto de altura              | 1.84 metros CR NR      |
| 2012                   | Campeonato Centroamericano           | Managua, Nicaragua             | 2.º                    | Relevo 4 × 100 metros        | 47.79                  |
| 2012                   | Campeonato Iberoamericano            | Barquisimeto, Venezuela        | 5.º                    | Salto de altura              | 1.78 metros            |
| 2012                   | Campeonato Sudamericano Sub-23       | São Paulo, Brasil              | 1.º                    | Salto de altura              | 1.76 metros            |
| 2013                   | Campeonato Centroamericano           | Managua, Nicaragua             | 1.º                    | Salto de altura              | 1.80 metros            |
| 2013                   | Juegos Centroamericanos              | San José, Costa Rica           | 1.º                    | Relevo 4 × 100 metros        | 46.66 GR               |
| 2013                   | Juegos Bolivarianos                  | Trujillo, Perú                 | 1.º                    | Salto de altura              | 1.79 metros            |
| 2013                   | Campeonato Sudamericano              | Cartagena, Colombia            | 3.º                    | Salto de altura              | 1.73 metros            |
| 2013                   | Campeonato Sudamericano              | Cartagena, Colombia            | 6.º                    | Relevo 4 × 100 metros        | 46.98                  |
| 2014                   | Juegos Suramericanos                 | Santiago, Chile                | 2.º                    | Salto de altura              | 1.76 metros            |
| 2014                   | Campeonato Centroamericano           | Tegucigalpa, Honduras          | 1.º                    | Salto de altura              | 1.81 metros            |
| 2014                   | Campeonato Iberoamericano            | São Paulo, Brasil              | 4.º                    | Salto de altura              | 1.70 metros            |
| 2014                   | Festival Deportivo Panamericano      | Ciudad de México, México       | 4.º                    | Salto de altura              | 1.80 metros            |
| 2014                   | Juegos Centroamericanos y del Caribe | Xalapa, México                 | 3.º                    | Salto de altura              | 1.80 metros            |
| 2015                   | Campeonato Centroamericano           | Managua, Nicaragua             | 1.º                    | Salto de altura              | 1.75 metros            |
| 2015                   | Juegos Panamericanos                 | Toronto, Canadá                | 16.º                   | Salto de altura              | 1.70 metros            |